# Милето
Милѐто (на италиански: Mileto, на местен диалект Militu, Милиту) е градче и община в Южна Италия, провинция Вибо Валентия, регион Калабрия. Разположено е на 365 m надморска височина. Населението на общината е 6809 души (към 2012 г.).